# Stephen Hillenburg
Stephen Hillenburg (ur. 21 sierpnia 1961 w Lawton, zm. 26 listopada 2018 w San Marino) – amerykański animator, twórca kreskówki SpongeBob Kanciastoporty.

## Życiorys
Urodził się 21 sierpnia 1961 roku w Forcie Still, posterunku armii Stanów Zjednoczonych w Lawton w stanie Oklahoma, gdzie pracował jego ojciec Kelly N. Hillenburg Jr. (1936–2006), jego matką była Nancy Hillenburg (z domu Dufour).
Po ukończeniu Savanna High School w Anaheim (Kalifornia), Hillenburg rozpoczął naukę na Humboldt State University, który ukończył w 1984 roku, uzyskując stopień zbliżony do polskiego licencjatu w dziedzinie planowania i interpretacji zasobów naturalnych, specjalizując się w zakresie zasobów morskich. Następnie, w latach 1984–1987, był nauczycielem biologii morskiej w Orange County Marine Institute (który później zmienił nazwę na Orange County Ocean Institute) w Dana Point (Kalifornia).
W 1987 roku Hillenburg zajął się pracą w animacji – jego drugiej życiowej pasji. Zrealizował kilka filmów krótkometrażowych, z których dwa były prezentowane i zostały nagrodzone na festiwalach filmowych na arenie międzynarodowej – Zielony Beret (1991) i Wormholes (1992). Film Wormholes był sponsorowany przez Fundację Księżniczki Grace.
W 1992 roku uzyskał tytuł Master of Fine Arts w animacji eksperymentalnej z California Institute of the Arts. Chociaż nadal uczestniczył w szkole animacji, Hillenburg otrzymał pracę w serialu TV dla dzieci Mother Goose & Grimm (od 1991 do 1993).
Pracując w Ocean Institute, Hillenburg napisał komiks „The Intertidal Zone”. W 1998 roku Hillenburg przedstawił kanałowi Nickelodeon pomysł na kreskówkę SpongeBob Kanciastoporty, wraz z pilotażowym odcinkiem do niej „Potrzebna pomoc”; pierwszy odcinek serii został wyemitowany 1 maja 1999.
Zmarł 26 listopada 2018 roku. Przyczyną śmierci było stwardnienie zanikowe boczne (inaczej ALS), choroba układu nerwowego.

## Filmografia
- 1993–1996: Rocko i jego świat (reżyseria, scenariusz)
- 1999–2018: SpongeBob Kanciastoporty – Papuga Patty od (2000–2004) (reżyseria, twórca)
- 2004: SpongeBob Kanciastoporty – Papuga (reżyseria)
- 2015: SpongeBob: Na suchym lądzie (reżyseria)